# Gigi Panei
Gaetano Panei meglio conosciuto come Gigi Panei o Paney (Sant'Anatolia, 30 agosto 1914 – Courmayeur, 22 febbraio 1967) è stato un alpinista, guida alpina, nazionale di sci alpino dell'Italia e maestro di sci italiano.

## Biografia

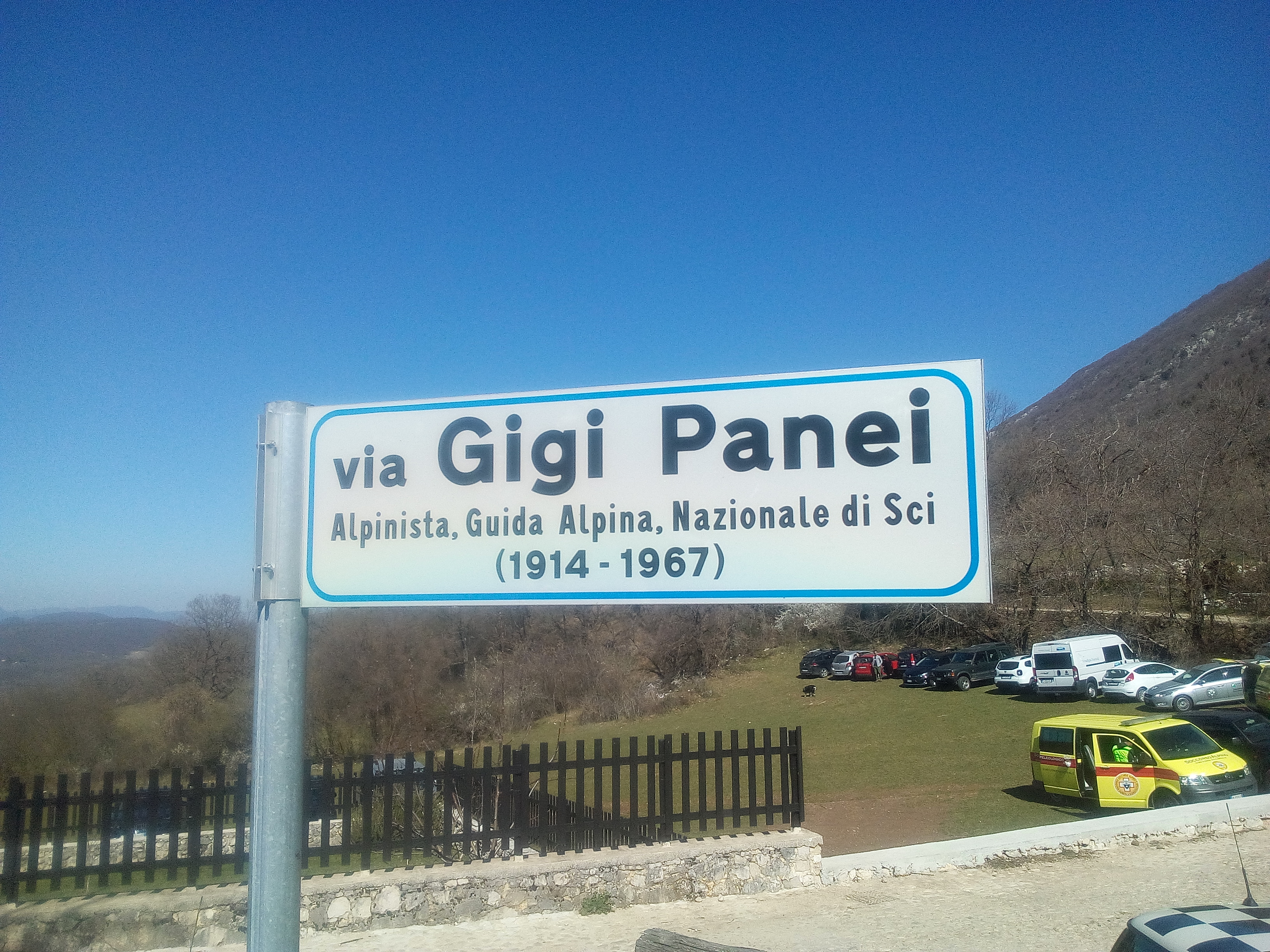
Strada di accesso al borgo di Cartòre intitolata a Gigi Panei

Nato a Sant'Anatolia di Borgocollefegato in Abruzzo nel 1914 (la contemporanea Sant'Anatolia di Borgorose, in provincia di Rieti nel Lazio), si trasferì nel 1936 ad Aosta, dove con il grado di sergente fu istruttore alla Scuola Centrale Militare di Alpinismo. Il 5 settembre 1937, con Lucien Salval, scalò in prima assoluta la parete nord-est della Tersiva (3513 metri).
Alla fine del 1941 Panei si arruolò nei nuclei di addestramento sciatori per il CSIR, il Corpo di Spedizione Italiano in Russia, e il 13 gennaio 1942 partì alla volta di Jasinovataja insieme a Mario Rigoni Stern di cui fu istruttore per quanto riguarda la ginnastica presciistica. Nella primavera del 1942, tornato in Italia, Panei entrò a far parte della Pattuglia Sci Veloci, un reparto di stanza a Cervinia che raccoglieva tutti i migliori atleti di quel periodo, tra cui Zeno Colò, suo compagno nella nazionale italiana di sci.
Dopo l'8 settembre 1943, Panei lasciò l'Esercito e si stabilì a Courmayeur, dove partecipò alla Resistenza come partigiano nell'87ª Brigata Autonoma, SAP (Squadre di azione patriottica). Nell'agosto 1944, insieme a Giusto Gervasutti, aprì una nuova via sulla inviolata parete sud del Pic Adolphe.
Nel 1946 Panei diresse la scuola di sci di Bardonecchia; l'anno seguente venne nominato direttore della scuola estiva di sci del Colle del Gigante e successivamente allenatore dell'Asiva, la selezione di sci valdostana. Il 2 luglio 1948 Panei e l'ingegnere aquilano Andrea Bafile aprirono una breve via sul Corno Piccolo del Gran Sasso (cresta Ovest). Il 20 agosto successivo conquistò, in prima assoluta, la Torre di Jetoula (3342 metri) versante Sud, Alpi Graie.
Il 25 marzo 1953 Panei e Sergio Viotto salirono per primi in condizioni invernali il Monte Bianco per la Cresta dell'Innominata. Viotto parteciperà l'anno successivo, nel luglio 1954, alla vittoriosa ascesa italiana al K2, mentre Panei venne escluso dalla spedizione, come Riccardo Cassin e Cesare Maestri, perché considerato scomodo per via del suo carattere duro e poco incline a rispettare gli ordini di un "non alpinista" come Ardito Desio.
Il 19 febbraio 1956, a Sportinia, Panei vinse i campionati di slalom speciale delle Alpi centro-occidentali. Il 18 agosto successivo Panei, insieme ad alcuni suoi giovani allievi, fondò lo Sci Club Courmayeur che poi, il 27 maggio 1957, si fuse con lo Sci Club Monte Bianco (fondato il 9 marzo 1912 da Mario Sincero e da un gruppo di appassionati fondisti) dando vita al nuovo Sci Club Courmayeur Monte Bianco.
Il 30 dicembre 1956 Gigi Panei guidò le operazioni di soccorso di Walter Bonatti e Silvano Gheser che, a causa di una violenta tempesta, erano rimasti bloccati ad oltre 3000 metri di altezza al Rifugio Gonella durante il tentativo di raggiungere lo Sperone della Brenva del Monte Bianco insieme a due giovani scalatori transalpini Jean Vincendon e François Henry, entrambi morti congelati. Un dramma che nella storia dell'alpinismo verrà ricordato come il Caso Vincendon Henry.
Nel 1958 Gigi Panei, il giornalista Rolly Marchi e Mike Bongiorno diedero vita, a Courmayeur, alla prima edizione del Trofeo Topolino di sci alpino. Nel luglio 1959, Panei (insieme a Rolly Marchi e al conte Titta Gilberti), fondò a Courmayeur il "Club dei 100 all'ora" riservato agli "sciatori jet" del Chilometro lanciato.
L'8 ottobre 1959, Panei e Walter Bonatti scalarono il Monte Maudit per la cresta della Tour Ronde (via Kuffner). Due anni dopo, il 9 marzo 1961, Panei e Walter Bonatti realizzarono la prima ascesa invernale della Via della Sentinella Rossa, sul versante della Brenva del Monte Bianco. E pochi mesi più tardi Panei, nel luglio 1961, ebbe un ruolo determinante anche in un altro salvataggio ad alta quota di Walter Bonatti, in quella che è ricordata come la tragedia del Freney, in cui morirono 4 alpinisti: Andrea Oggioni, Pierre Kohlmann, Robert Guillaume e Antoine Vieille.
Nel novembre 1961 Panei ed Ermanno Nogler vennero designati allenatori federali della nazionale maschile di sci, B e A, per la preparazione ai campionati del mondo in programma nel febbraio 1962 a Chamonix. Nel marzo 1962 Panei fu il tecnico della squadra italiana alla II Universiade invernale di Villars-sur-Ollon, in Svizzera.
Nell'estate del 1962, Panei ricevette dal presidente della Repubblica Antonio Segni la medaglia di bronzo al valor civile per aver salvato la vita, il 5 aprile di quell'anno, ad un operaio travolto da una valanga nella zona dove erano in corso i lavori per la realizzazione del Traforo del Monte Bianco. Il 18 agosto 1963, Gigi Panei contribuì, insieme a Walter Bonatti, al salvataggio di Kurt Diemberger che da 4 giorni era bloccato da una tremenda tempesta, insieme alla moglie Tona Sironi, sulla cresta sud dell'Aiguille Noire de Peuterey. Tona Sironi venne colpita da un fulmine e riportò diverse ustioni al viso e alle braccia.
Il 10 febbraio 1965 Panei partecipò con Alberto Tassotti al tentativo di Walter Bonatti di aprire una via diretta sulla parete nord del Cervino. I tre alpinisti furono però bloccati dal maltempo e dopo tre giorni costretti a tornare indietro. L'impresa venne poi compiuta in solitaria dallo stesso Bonatti la settimana successiva. Il 22 febbraio 1967 morì all'età di 52 anni travolto da una valanga sulla Cresta dell'Arp, 2700 metri sopra Courmayeur, mentre stava effettuando, insieme al suo ex allievo Renato Rosa, deceduto pure lui, un sopralluogo su una pista dove si doveva svolgere la gara di discesa libera dei campionati italiani assoluti di sci alpino.
Ogni anno, in occasione del campionato italiano maestri di sci, viene assegnata la "Coppa Gigi Panei" al primo classificato a tempo corretto. A Courmayeur, inoltre, viene assegnato annualmente il "Premio Gigi Panei fedeltà alla montagna". Dal 1970 lo Sci Club Senigallia è stato dedicato alla memoria di Panei. A lui è stata intitolata una strada fuori dai confini italiani nel centro abitato di Entrèves, frazione di Courmayeur, una pista da sci a Campo Felice, una variante nel settore Arp-Dolonne, un bivacco sulle montagne della Duchessa, un rifugio sul Sirente-Velino e una cima in Groenlandia (Cima Panei, 2070 metri). Il 14 marzo 2015 è stato ripristinato dallo Sci Club Avezzano, presso la stazione sciistica del monte Magnola di Ovindoli, sviluppata anche grazie all'alpinista, il "Trofeo Gigi Panei" di slalom gigante, master e senior, la cui ultima edizione si era svolta nel 1972. Il 18 agosto 2017 gli è stata intitolata una strada a Cartòre all'interno della Riserva regionale Montagne della Duchessa.